# Minerva (Ohio)
Minerva is een plaats (village) in de Amerikaanse staat Ohio, en valt bestuurlijk gezien onder Carroll County, Columbiana County en Stark County.

## Demografie
Bij de volkstelling in 2000 werd het aantal inwoners vastgesteld op 3934.
In 2006 is het aantal inwoners door het United States Census Bureau geschat op 3963, een stijging van 29 (0,7%).

## Geografie
Volgens het United States Census Bureau beslaat de plaats een oppervlakte van
5,5 km², geheel bestaande uit land. Minerva ligt op ongeveer 374 m boven zeeniveau.

## Plaatsen in de nabije omgeving
De onderstaande figuur toont nabijgelegen plaatsen in een straal van 20 km rond Minerva.